# Unijet-Flug 074P
Der Flugunfall des Total-Managers Christophe de Margerie ereignete sich am 20. Oktober 2014 am Flughafen Moskau-Wnukowo, als eine Dassault Falcon 50EX, die den Flug mit der Flugnummer LEA074P zum Flughafen Le Bourget durchführen sollte, beim Startlauf mit einem Schneeräumfahrzeug zusammenstieß. Dabei kamen alle vier Insassen der Falcon ums Leben. Wie sich herausstellte, stand der Fahrer des Schneepflugs, mit dem die Maschine zusammengestoßen war, zum Zeitpunkt des Unfalls unter Alkoholeinfluss.

## Flugzeug
Die Dassault Falcon 50 gehörte einer Privatperson und wurde von der Charter-Geschäftsfluggesellschaft Unijet betrieben. Die Maschine trug das Luftfahrzeugkennzeichen F-GLSA und die Seriennummer 348. Der Erstflug wurde im Jahr 2006 absolviert, die Maschine war zum Zeitpunkt des Unfalls keine acht Jahre alt und hatte 2197 Betriebsstunden.

## Insassen
In der Maschine befand sich eine dreiköpfige Besatzung, bestehend aus Kapitän, Erstem Offizier und einer Flugbegleiterin. Christophe de Margerie, der Manager des Mineralölkonzerns Total S.A. war als einziger Passagier an Bord.

## Unfallhergang

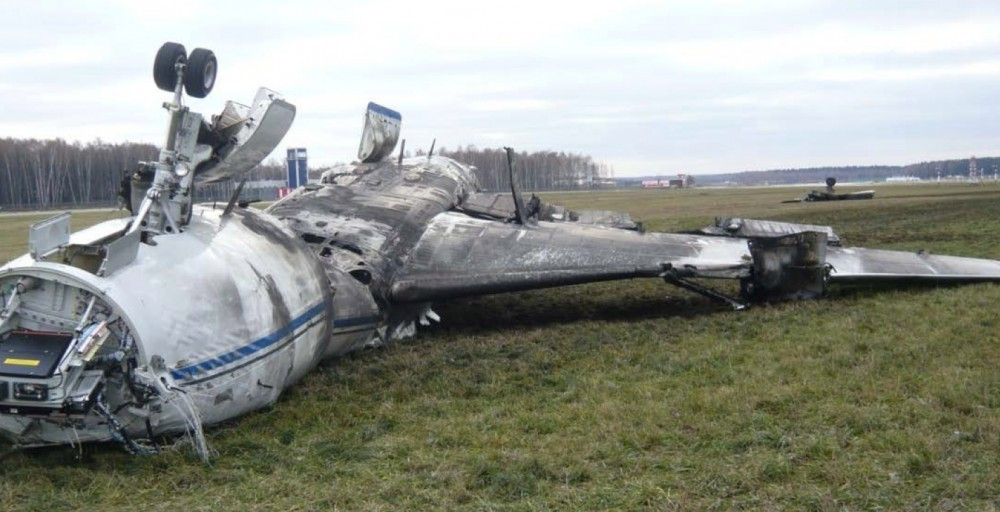
Das Wrack der Maschine

Der Unfall ereignete sich bei Dunkelheit um 23:57 Uhr Ortszeit. Zwei Schneeräumfahrzeuge, gefolgt von einem PKW, befuhren die Start- und Landebahn am Flughafen Wnukowo. In dem PKW saß der Schichtleiter, der den Einsatz überwachen sollte. Während der Fahrt verlor der Schichtleiter eines der beiden Räumfahrzeuge aus dem Blick. Dessen Fahrer verfuhr sich und fuhr auf die Kreuzung der Start- und Landebahnen 06/24 und 01/19 zu.
Zur gleichen Zeit hatte die Besatzung der Falcon die Freigabe zum Start von Bahn 06 bekommen und den Startlauf begonnen. Etwa zehn Sekunden, nachdem die Maschine die Startfreigabe erhalten hatte, registrierte das Bewegungsradar im Kontrollturm, dass eines der Schneeräumfahrzeuge Bahn 19 in südlicher Richtung befuhr und sich der Kreuzung mit Bahn 06 näherte. Als die Maschine nach 14 Sekunden abzuheben begann, riefen die Piloten, dass ein „Fahrzeug“ die Startbahn überquert. Der Start wurde fortgesetzt und die Maschine hob bei einer Geschwindigkeit von 134 Knoten (ca. 248 km/h) ab. Nach 1030 Metern kollidierte die Falcon mit ihrem rechten Flügel und dem Hauptfahrwerk mit dem Schneeräumfahrzeug. Die Maschine rollte in der Luft und kam kopfüber 250 Meter weiter auf dem Boden auf. Sie schlitterte anschließend über die Rumpfoberseite ins Gras neben der Start- und Landebahn. Ein Feuer brach aus, welches von der Flughafenfeuerwehr schnell gelöscht werden konnte. Unter den vier Insassen der Maschine gab es keine Überlebenden.

## Folgen
Bevor die Räumfahrzeuge losfuhren, hätten die Fahrer den Sicherheitsbestimmungen zufolge eine medizinische Untersuchung durchlaufen müssen, bei der ein Arzt den Blutdruck und die Pulsfrequenz misst. Mit der Begründung, dass sie zu Verzögerungen im Flugablauf führten, wurden die Untersuchungen ausgesetzt.
Infolge des Unfalls wurde Anklage gegen mehrere Personen erhoben. Am 7. Juli 2017 wurde der Schichtleiter des Flughafendienstes, Wladimir Ledenew, der zum Zeitpunkt des Unfalls mit seinem Fahrzeug den zwei Schneeräumfahrzeugen hinterherfuhr, zu dreieinhalb Jahren, der zum Zeitpunkt des Unfalls alkoholisierte Fahrer des an der Kollision beteiligten Schneeräumfahrzeugs, Wladimir Martynenko, zu vier Jahren Gefängnis verurteilt. Am gleichen Tag wurden Ledenew und Martynenko begnadigt, auf freien Fuß gesetzt und alle weiteren Anklagepunkte gegen die beiden Männer fallen gelassen. Dieses Vorgehen wurde durch eine Gesetzesnovelle möglich, die im Jahr 2015 vorgenommen wurde. Gegen das Vorgehen des Gerichts ging der Ehemann der bei dem Unfall getöteten Flugbegleiterin in Berufung. Über den weiteren Ausgang dieser juristischen Auseinandersetzung ist nichts bekannt.
Im Januar 2018 sprach das Moskauer Schiedsgericht dem Betreiber der bei dem Unfall zerstörten Maschine, Unijet, einen Schadenersatz in Höhe von 6,7 Millionen Euro zu.